# Eucalyptus clelandii
Eucalyptus clelandii là một loài thực vật có hoa trong Họ Đào kim nương. Loài này được (Maiden) Maiden mô tả khoa học đầu tiên năm 1912.